# Brezovljani (Bośnia i Hercegowina)
Brezovljani (cyr. Брезовљани) – wieś w Bośni i Hercegowinie, w Republice Serbskiej, w gminie Srbac. W 2013 roku liczyła 267 mieszkańców.